# Joël Baqué
Pour les articles homonymes, voir Baqué.
Joël Baqué, né le 23 décembre 1963 à Béziers, est un poète et écrivain français autodidacte.

## Biographie

### Enfance et formation
Joël Baqué naît en 1963 dans un village proche de Béziers,.
En 1980, à 17 ans, sans diplôme, il devance l'appel du service militaire,,. Il devient le plus jeune gendarme de France.

### Carrière

#### Carrière policière
Joël Baqué est CRS maître nageur-sauveteur en Corse puis officier de police judiciaire à Nice,.
Le 14 juillet 2016, il est de service au moment de l'attentat à Nice sur la Promenade des Anglais et perd son collègue,.

#### Carrière littéraire
Sa rencontre avec la littérature a lieu alors qu'il est CRS maître nageur-sauveteur en Corse : il récupère un livre apporté au poste de secours, relatant des entretiens entre Philippe Sollers et Francis Ponge qui le passionnent soudain.
À la suite d’une déception amoureuse, il se met à écrire le soir après le travail, d'abord de la poésie puis des romans. Son premier texte, un recueil de poésie, Angle plat, est publié en 2002. Trois autres recueils suivront avant qu'il ne publie son premier roman aux éditions P.O.L en 2011. « Il livre des histoires farfelues dictées par la langue plutôt que par l’intrigue » écrit le journal Le Monde pour décrire sa plume.
En 2016 sort La mer c'est rien du tout dans lequel il raconte l'histoire d'un petit garçon des années 1970, dans un bourg de l’Hérault, dont les parents sont ouvriers viticoles. Il ne se sent pas à l'aise chez lui et en partira vite pour devenir gendarme. Le roman est finaliste du Prix littéraire des lycéens 2018.
La Fonte des glaces, son quatrième livre édité en 2017 aux éditions P.O.L, relate les aventures de Louis, qui vient de perdre sa femme et qui sort de tristesse en tombant amoureux d’un manchot empereur empaillé. Bien que traitant d'un sujet grave, «"La fonte des glaces", son quatrième roman publié chez P.O.L, est un chef-d'œuvre de loufoquerie comme il en existe peu dans l'édition française » peut-on lire dans Le Point,. Le livre est finaliste de la première édition du Prix du roman d'écologie et du prix Wepler,. Il est lauréat du Prix Livre Azur 2018.

### Vie privée
Il vit à Nice.

## Prix et distinctions

### Prix
- Prix Livre Azur 2018 pour La fonte des glaces[9].
- Prix OFF 2018 du prix France Inter pour La Fonte des glaces.
- Prix Philippe Lamour 2021 pour La fonte des glaces.
- Prix Midi 2024 pour L'ete indien.

### Nominations
- Prix des lyceens et apprentis de la region Ile de France  2011/2012 pour Aire du mouton..
- Prix Orange 2015 pour La salle.
- Prix du second roman de Laval pour La Salle.
- Prix des lyceens et apprentis de la region Pays de La Loire 2017/2018 pour La mer c'est rien du tout[6].
- Prix du Livre France Inter 2017 pour La fonte des glaces.
- Prix des libraires de l'Ouest parisien 2017 pour La fonte des glaces.
- Prix Francois Sommer 2018 pour La fonte des glaces.
- Prix de la Nature 2018 pour La fonte des glaces
- Prix du roman d'écologie pour La fonte des glaces[8].
- Prix Wepler pour La fonte des glaces[4].
- Prix Queffelec du festival de Concarneau 2018 pour La fonte des glaces.
- Prix Decembre 2019 pour L'arbre d'obeissance.
- Prix Wepler 2019 pour L'arbre d'obeissance.
- Prix TrENSmissions 2019 pour L'arbre d'obeissance.
- Prix Joseph 2019 pour L'arbre d'obeissance.
- Prix Vialatte 2024 pour L'ete indien.

## Œuvres
- Angle plat, Épinal, France, Éditions Hors jeu, 2002, 40 p.  (ISBN 2-908995-65-4)
- Un rang d'écart, Belgique, Éditions l'arbre à paroles, 2003
- Start-up, Québec, Éditions Le Quartanier, 2007
- Aire du mouton, Paris, P.O.L., 2011, 192 p.  (ISBN 978-2-8180-1340-3)[10]
- La Salle, Paris, P.O.L., 2015, 256 p.  (ISBN 978-2-8180-3551-1)[11]
- Pré ou carré, Marseille, France, Éric Pesty Éditeur, 2015, 45 p.  (ISBN 978-2-917786-30-7)
- La mer c’est rien du tout, Paris, P.O.L., 2016, 128 p.  (ISBN 978-2-8180-4021-8)[12],[13]
- La Fonte des glaces, Paris, P.O.L., 2017, 288 p.  (ISBN 978-2-8180-1391-5)[14]
- L’Arbre d’obéissance, Paris, P.O.L., 2019, 176 p.  (ISBN 978-2-8180-4816-0)
- Ruche, Éric Pesty éditeur, 2019
- Le Zoo des absents, Paris, P.O.L, 2022, 192 p.  (ISBN 978-2818054291)
- Trois chaos, Paris, P.O.L, 2022
- L'été indien, Paris, P.O.L, 2024